# 累犯
累犯（英語：recidivism），指由于故意犯罪曾受过一定的刑罚处罚的，在其刑罚执行完毕或被赦免以后，在法定期限内又故意犯一定之罪的罪犯。一般而言累犯者所犯罪行得到的刑罰會比一般的犯罪要重。

## 中華民國刑法
《中華民國刑法》
- 第47條：受徒刑之執行完畢，或一部之執行而赦免後，5年以內故意再犯有期徒刑以上之罪者，為累犯，加重本刑至2分之1。
- 第98條第2項：關於因強制工作而免其刑之執行者，於受強制工作處分之執行完畢或一部之執行而免除後，5年以內故意再犯有期徒刑以上之罪者，以累犯論。

## 中華人民共和國刑法
根据《中華人民共和國刑法》第65条，两类人为累犯：
- 一般累犯：被判处有期徒刑以上刑罚的犯罪分子，刑罚执行完毕或者赦免以后，在五年以内再犯应当判处有期徒刑以上刑罚之罪的，是累犯，应当从重处罚，但是过失犯罪和不满十八周岁的人犯罪的除外。对于被假释的犯罪分子，从假释期满之日起计算。
- 特别累犯：因犯危害国家安全罪、恐怖活动犯罪、黑社会性质的组织犯罪被判处刑罚，在刑罚执行完毕或赦免以后的任何时候再犯上述任一类罪之人。

由上述法条，一般累犯必须是故意犯罪、成年人犯罪、刑罚执行完毕之后5年内。在监狱服刑人员重新犯罪，不构成累犯。因此，累犯这一刑法概念的本意，通说是存在一类对刑罚的惩戒与教育改过不敏感的人，这类人在一定期限内重新犯罪就应当从重处罚且不适用缓刑、假释。
对缓刑犯人，在缓刑期内重新犯罪的，一般认为不构成累犯，应当撤销缓刑，将旧罪与新罪一并处罚。缓刑考验期满后一定期限内重新犯罪的是否构成累犯，还需中华人民共和国最高人民法院的司法解释。

## 外部連結
- Higher Education in Prison （页面存档备份，存于） at Hudson link
- Recidivism in Finland 1993-2001 （页面存档备份，存于）
- United States Recidivism Statistics
- Prisoner Recidivism （页面存档备份，存于） 美国司法统计局